# 시구구

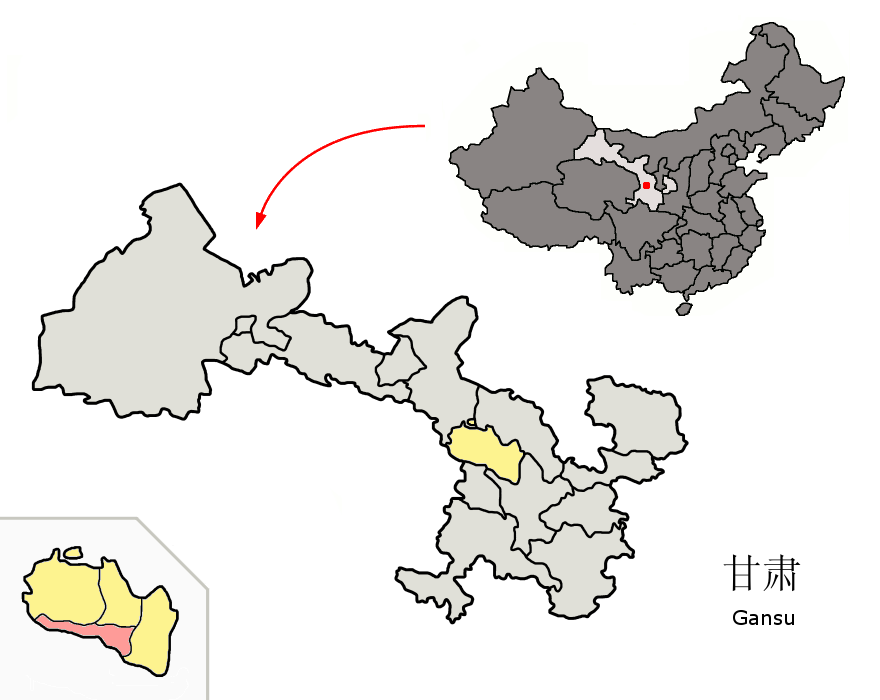
란저우 시구의 위치

시구구(한국어: 서고구, 중국어: 西固区, 병음: Xīgù Qū)는 중화인민공화국 간쑤성 란저우 시의 현급 행정구역이다. 넓이는 385km2이고, 인구는 2007년 기준으로 330,000명이다.

## 행정 구역
9개 가도, 1개 진, 5개 향을 관할한다.
- 가도: 陈坪街道 , 先锋路街道 , 福利路街道 , 西固城街道 , 四季青街道 , 临洮街街道 , 西柳沟街道 , 新安路街道 , 新和路街道
- 진: 新城镇
- 향: 达川乡 , 河口乡 , 东川乡 , 柳泉乡 , 金沟乡